# Левкофея (дочь Орхама)
Левкофея (Левкофоя, др.-греч. Λευκοθέα «белая богиня», Λευκοθόη) — персонаж древнегреческой мифологии. 
Дочь повелителя Ахемении (то есть Персии) Орхама (из рода Бела) и Евриномы (по Овидию, вавилонянка).
Гелиос принял облик её матери и лишил девушку невинности. Клития, возлюбленная Гелиоса, из ревности рассказала об этом Орхаму. Тот упрятал Левкофею под землю, но Гелиос выпустил её наружу в образе ветви, содержащей фимиам. По рассказу Овидия, отец зарыл её живой в землю, и она превратилась в благовонное растение. Гигин упоминает, что она родила от Гелиоса Терсанонта с Андроса, который был одним из аргонавтов.